# 张凤祥
张凤祥（1929年2月—2016年4月3日），男，江苏南京人，中华人民共和国政治人物，曾任水利电力部副部长、党组成员，中国电力企业联合会理事长、党组书记，第八、九届全国人大代表。